# 김정현 (연출가)
김정현은 KBS 드라마본부의 PD이다. 2014년 KBS 드라마스페셜 《마지막 퍼즐》을 시작으로 KBS 드라마 작품을 연출했다.

## 작품 목록
- KBS드라마스페셜 《마지막 퍼즐》 (2014)
- KBS드라마스페셜 《알젠타를 찾아서》 (2015)
- KBS 월화드라마 《저글러스》 (2017)
- KBS 추석특집드라마 《옥란면옥》 (2018)
- KBS 월화드라마 《국민 여러분!》 (2019)